# 马蹄金
马蹄金（学名：Dichondra repens）是旋花科马蹄金属的植物。原產於澳洲及紐西蘭，現還有分布在美國加州、台湾以及中国大陆的长江以南等地，生长于海拔1,300米至1,980米的地区，多生在路旁、山坡草地或沟边。

## 别名
荷苞草、肉馄饨草、金锁匙（本草纲目拾遗、引百草镜）、小马蹄金（江苏、江西、广东、贵州、云南、四川）、黄疸草（江苏、浙江、福建、江西、湖南、广东、广西、贵州、云南）、金钱草（江苏、浙江、广西）、小金钱草（江苏、福建、广东、广西、贵州、云南、四川）、玉馄饨（江苏、浙江）、小元宝草（江苏）、铜钱草（浙江）、落地金钱（浙江、贵州）、小半边钱、小铜钱草（湖南）、小金钱（江西）、小灯盏、金马蹄草（四川）

## 异名
- Dichondra repens ouct. non Forst.

## 外部連結
- 馬蹄金, Matijin （页面存档备份，存于） 藥用植物圖像數據庫 (香港浸會大學中醫藥學院) （繁體中文）（英文）
- 马蹄金Dichondra repens Forst. （页面存档备份，存于）